# Melanoseps loveridgei
Melanoseps loveridgei là một loài thằn lằn trong họ Scincidae. Loài này được Brygoo & Roux-Estève mô tả khoa học đầu tiên năm 1982.